# L'Adorable Bel-Boul
 (juillet 2017).
Si vous disposez d'ouvrages ou d'articles de référence ou si vous connaissez des sites web de qualité traitant du thème abordé ici, merci de compléter l'article en donnant les références utiles à sa vérifiabilité et en les liant à la section « Notes et références ».

L'Adorable Bel-Boul est une opérette en un acte de Jules Massenet sur un livret de Paul Poirson.
Elle fut créée le 17 avril 1873 au Cercle de l'union artistique (cercle des Mirlitons). Jamais éditée, cette œuvre tomba dans l'oubli jusqu'en juillet 2017 où la troupe Divertissements royaux (aujourd'hui rebaptisée Opera-ci, Opera-la) la ressuscite lors de son festival au château de Chabenet sur l'initiative de la soprano Marie-Laure Brossolasco.

## Distribution
- Zaï-Za, pupille d'Ali-Bazar (soprano)
- Fatime, suivante de Zaï-Za (mezzo-soprano)
- Ali-Bazar, marchand (baryton)
- Sidi-Toupi, derviche tourneur (ténor)
- Hassan, amoureux de Zaï-Za (ténor)

## Intrigue
L'intrigue se déroule chez le marchand Ali-Bazar en la ville de Samarcande.
Zaï-Za revient de la séance extraordinaire donnée à la mosquée par le derviche tourneur Sidi-Toupi. Elle est très agitée ; un jeune homme vient de la sauver de la fureur du derviche et de ses adeptes, provoquée par la perte de son voile lors de la cérémonie. Jeune homme qui s'est empressé de revenir chez elle avec un bouquet ne laissant aucun doute sur ses intentions.
Seulement voilà, Ali-Bazar vient d'apprendre à Zaï-Za qu'elle ne pourrait pas se marier tant que sa fille Bel-Boul ne le serait. Or Bel-Boul, en plus d'être laide à faire peur, a un caractère exécrable et bien sûr personne n'en veut... à l'exception du vieil Omar contre une dot de 1000 sequins. Mais pour Ali-Bazar ce n'est pas une option.
Zaï-Za, avec le secours de sa suivante Fatime, cherche une solution, quand celle-ci arrive d'elle-même en la personne du derviche Sidi-Toupi. Ayant vu les traits de Zaï-Za, il s'est épris d'elle et vient la demander en mariage. Fatime lui fait aussitôt croire que sa maîtresse s'appelle en réalité Bel-Boul, et qu'il lui faudra user de stratagème car Ali-Bazar ne souhaite pas la marier et décourage les prétendants en la faisant passer pour laide.
Sidi-Toupi tombe dans le piège et va jusqu'à promettre 1000 sequins s'il venait à changer d'avis. Lorsque le voile tombe sur la vérité tout s'arrange pour Zaï-Za et son amoureux Hassan. Sidi-Toupi se désengage en payant les 1000 sequins qui serviront au mariage de Bel-Boul avec le vieil Omar. Ils peuvent donc se marier. Quant au derviche, il rentrera chez lui sans mot dire, au risque d'être la risée de tout Samarcande.